# مينا (مادة)

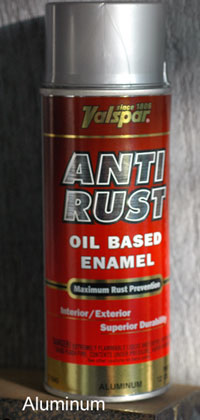

المينا هي مادة نصف شفافة، أو معتمة، تستخدم في أغراض الزخرفة على الزجاج، والفخار، والفلزات. اكتشفها المصريون القدماء حوالي عام 21000 ق.م، ووصل هذا الفن ذروته بإسبانيا في القرن 12، وخاصة باستخدام طريقة شامبليفيه، واستخدم أثناء عصر النهضة على نطاق واسع في صناعة المجوهرات. وتتركب المينا من بورات الصوديوم أو البوتاسيوم والرصاص وبعض السيليكات، ويضاف أكسيد معدني للحصول على اللون المطلوب. توزع سائلة أو جافة على السطوح المراد طلاؤها، ثم تترك فترة معينة داخل الفرن.